# Quba (Rayon)
Quba (Aserbaidschanisch: Quba rayonu, Lesgisch: Къуба район) ist ein Rayon im Norden von Aserbaidschan, an der Nordostflanke des Großen Kaukasus. Hauptstadt des Rayons ist die Stadt Quba. Der Rayon hat eine Fläche von 2610 km² und 174.700 Einwohner (Stand: 2021). 2010 betrug die Einwohnerzahl 153.500. Es gibt 155 Dörfer und zwei größere Siedlungen, Gonagkend und Qırmızı Qəsəbə.

## Geografie

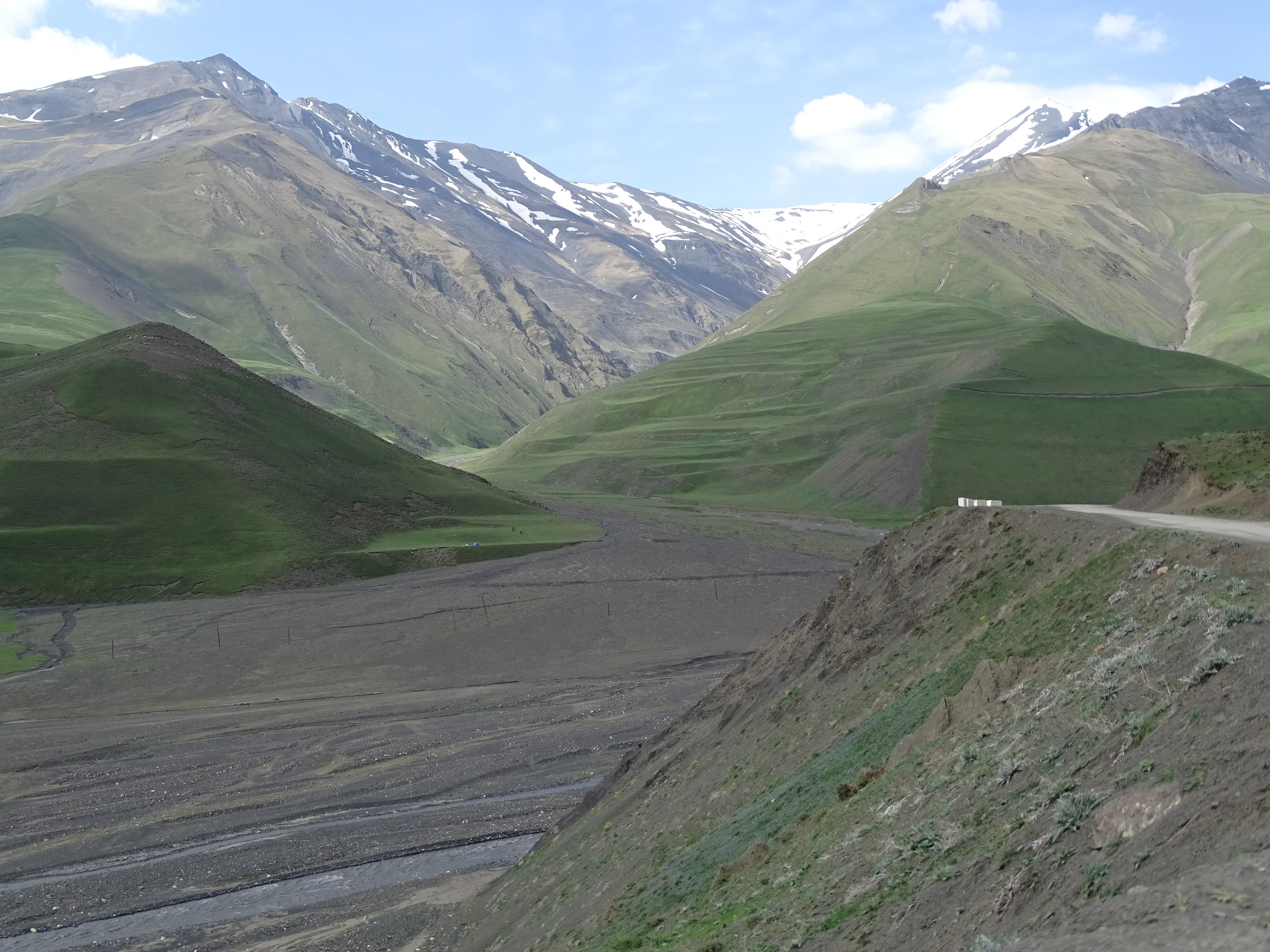
Auf der Straße von Quba nach Xinaliq (2015)

Der Rayon Quba weist große Höhenunterschiede auf. Zu den höchsten Gipfeln zählen der Tufandağ an der Grenze zum Rayon Qusar mit 4191 m, der Yarıdağ mit 4116 m, der Xınalıq mit 3730 m und der Babadağ mit 3632 m.
Neben einer Anzahl kleinerer durchziehen drei größere Flüsse fast parallel verlaufend den Rayon Richtung Nordost zur Küste: Qaraçay, Qudyalçay und Vəlvələçay.
Etwa entlang von Qubas Nordostgrenze fließt der Kanal Samur-Abşeron Richtung Südost und kreuzt so alle Flüsse.
Ein Teil des Rayons gehört zum Shahdag-Nationalpark.

## Politik
Der Gouverneur von Quba ist Ziyəddin Əliyev (Stand Dezember 2020, dt. Sijädin Älijew), im Jahre 2012 war dies noch Rauf Həbibov.

## Wirtschaft
Die Region ist bekannt für den Anbau von Äpfeln, auch anderer Obstsorten. An den Berghängen werden Schafe gezüchtet, deren Wolle in der örtlichen Industrie verarbeitet wird. In der Region werden traditionell dicht geknüpfte Teppiche aus hochqualitativer Wolle mit feinem, langen Flor gefertigt. Auf einen Quadratzentimeter kommen 1600 Knoten.

## Bevölkerung

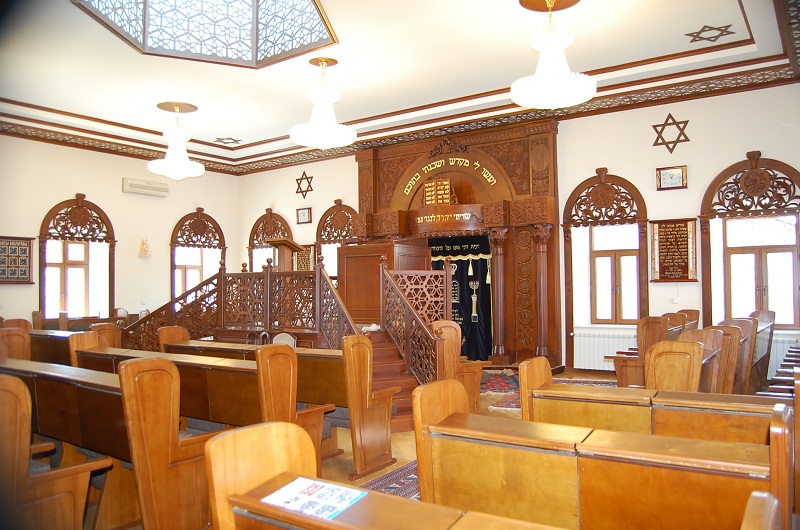
Im Inneren der Synagoge von Qırmızı Qəsəbə (2012)

In der Region leben 87.000 Aserbaidschaner, 54.000 Lesgier (36 %) und 6.000 Juden (4 %). Es wird vor allem Aserbaidschanisch und Lesgisch gesprochen. 94 % der Bevölkerung sind muslimisch.
Im Rajon lebt auch ein Teil der aserbaidschanischen Bergjuden, insbesondere in der Gemeinschaft von Qırmızı Qəsəbə (Ortsteil des Rayonverwaltungszentrums Quba). Die Einwohner des über 2000 Meter hoch gelegenen Dorfes Xınalıq haben ihre nach dem Ort benannte und fast nur dort gesprochene Chinalugische Sprache aufgrund der isolierten Lage bewahrt – das Dorf ist erst seit 2006 über eine Straße erreichbar.

## Geschichte
Das Gebiet von Quba gehörte lange zum Staat der Schirwanschahs, später wurde es mit Unterstützung der persischen Safawiden erobert.
Nach dem Tod Nadir Schahs 1747 bildete Quba unter Hussein-Ali ein eigenständiges Khanat, das Khanat Quba. Das Khanat expandierte in der zweiten Hälfte des 18. Jahrhunderts und wurde das mächtigste in Nord-Aserbaidschan. Aus dieser Zeit sind noch Baudenkmäler und Ruinen erhalten. 1806 wurde es von Russland annektiert.

## Architektur und Sehenswürdigkeiten

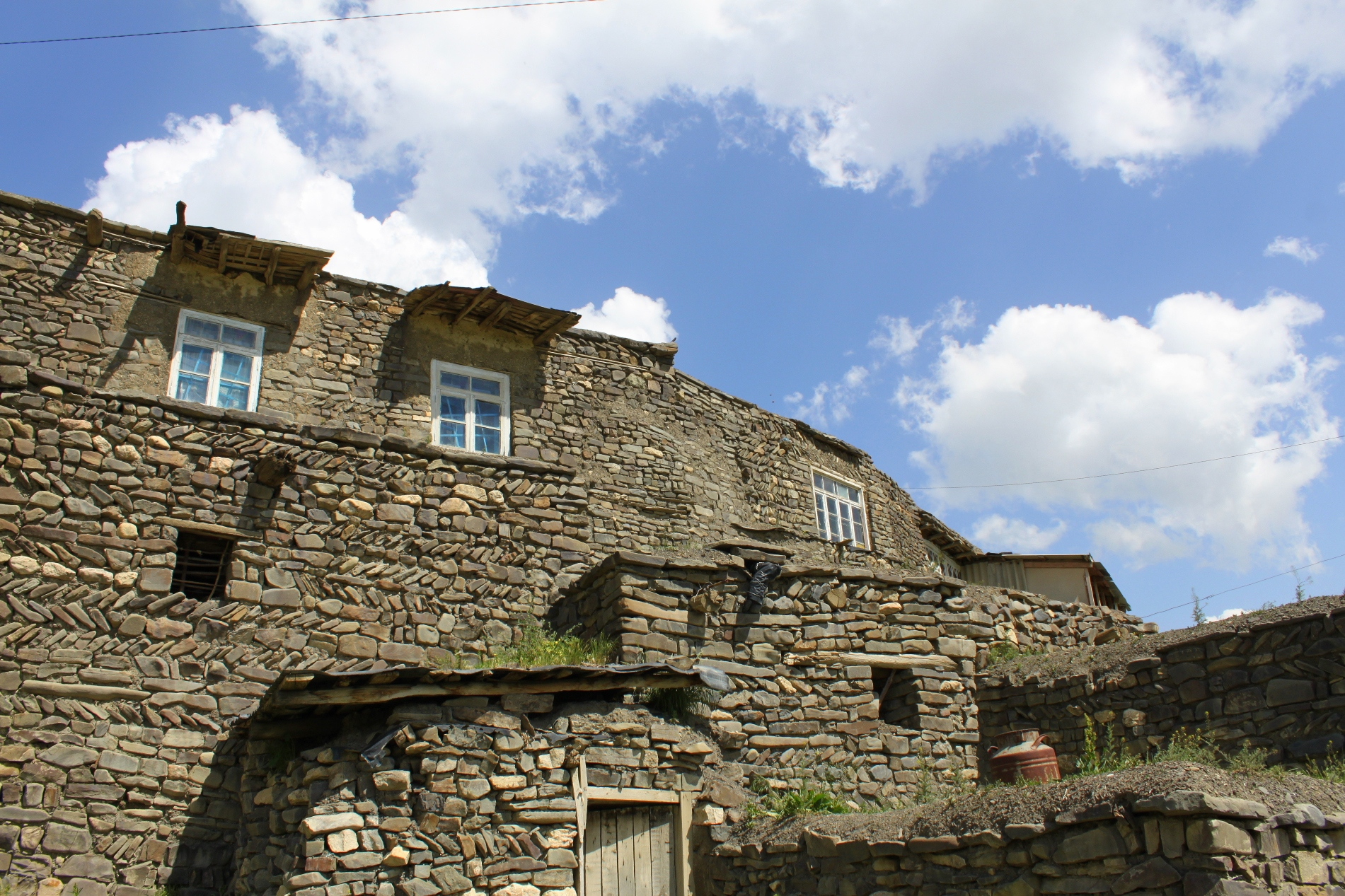
Im Dorf Xınalıq (2010)

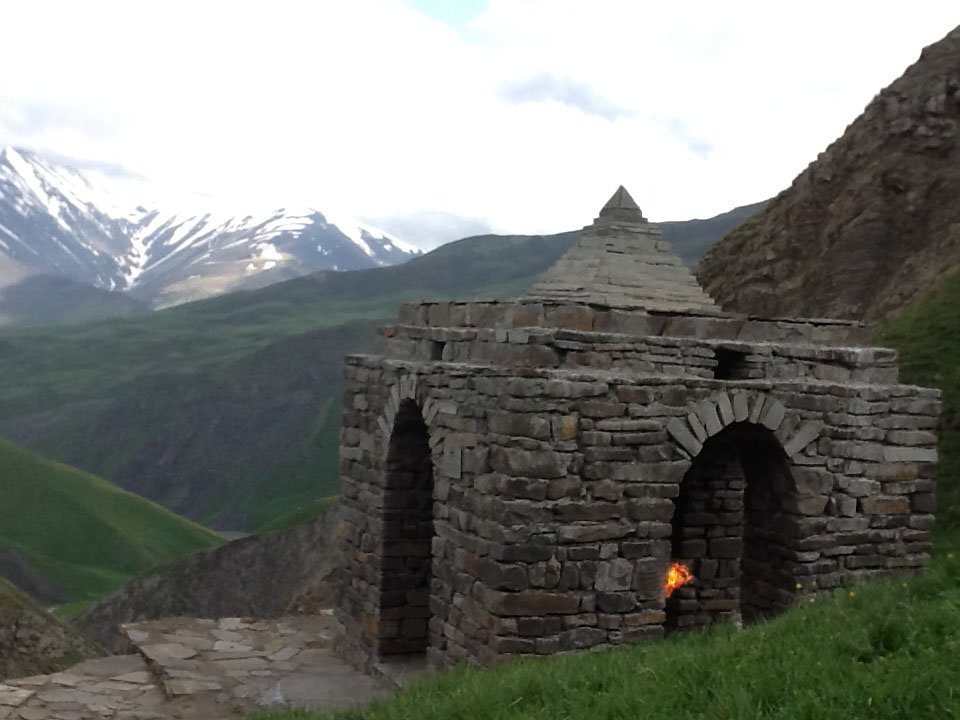
Restaurierter Feuertempel bei Xınalıq (2017)

Im Rayon liegt auf etwa 2000 m eines der höchstgelegenen und ältesten Dörfer des Kaukasus, das ungefähr 5000 Jahre alte Xınalıq. Terrassenartig sind die Gebäude in Lehm- oder traditioneller Trockenbauweise an einem steilen Berghang errichtet. Die Moschee stammt etwa aus dem 12. Jahrhundert. Das kleine historisch-ethnografische Museum beherbergt Alte Schriftstücke und Fundstücke aus der Umgebung.
In der Stadt Quba finden sich die Dschuma-Moschee (Cuma Məscid) und die Ardabil-Moschee (Ərdəbil Məscid) sowie alte Badehäuser. Außerdem liegen in der Region 134 archäologische Fundstätten, darunter der zoroastrische Tempel bei Xınalıq und die Gräber von Aghbil aus dem 16. Jahrhundert.
Des Weiteren sind die Wasserfälle nahe Afurja, die Pirbanovsha-Höhlen und die Bergquellen von Bulbalag touristische Ziele.

## Persönlichkeiten
Abbasqulu Ağa Bakıxanov (1794–1847), ein Schriftsteller, Historiker und Philosoph des 19. Jahrhunderts, und der Dramatiker Sakina Akhundzadeh stammen aus der Region.